# Never Too Far
«Never Too Far» — песня, написанная и спродюсированная американской певицей Мэрайей Кэри, Jimmy Jam и Terry Lewis для десятого альбома Мерайи — Glitter. Главная героиня этой баллады говорит о том, что расстояние может разлучить людей, но любовь, которая остается в сердцах влюблённых — всегда воссоединит их. Песня была выпущена в качестве второго сингла с альбома в 2001 году, и была первым выпуском исключительно для радиостанций США после 1998 года, когда журнал Billboard разрешил синглам входить в чарт без выпуска песни на физических носителях.

## История
В США синглу «Never Too Far» не удалось войти в чарт Billboard Hot 100, но все жё он занял пятое место в чарте Bubbling Under Hot 100 Singles, который представляет собой список из двадцати пяти синглов (после первой сотни хитов), не вошедших в основной чарт Billboard Hot 100.
Песня имела больший успех на R&B-радиостанциях в США, так как вышла совместно с промосинглом «Don't Stop (Funkin' 4 Jamaica)». Песня вошла в первые 40 синглов в Великобритании и Австралии, но так и не стала большим хитом. В Германии, Швейцарии, Нидерландах и Швеции песня не вошла в первые 40 лучших синглов. «Never Too Far» достиг успеха в таких странах: в Бразилии песня провела одну неделю на вершине главного чарта, в то же время трек вошёл в лучшую двадцатку в Италии и Испании.
В Азии песня достигла максимума на 4 позиции в чарте MTV Asia Hitlist, благодаря успешному приему сингла в Филиппинах, где он а стала хитом номер один спустя месяц после релиза.

## Ремиксы и официальные версии
Не было издано ни одного ремикса. Существует радио-версия, в которой уменьшено длинное вступление. Благотворительный сингл «Never Too Far/Hero Medley» объединяющий в себе две песни: «Never Too Far» с перезаписанным вторым куплетом и песню Мерайи «Hero» (1993), был выпущен в США и вошёл в чарт Billboard Hot 100.
1. Never Too Far (Radio Edit)
2. Never Too Far (Album Version)
3. Never too far (Video)

## Видео
Мэрайя не снималась в клипе для этого сингла, поскольку она восстанавливалась после эмоционального и физического срыва. Вместо новых съёмок были использованы материалы из фильма «Блеск», где Билли Франк (её играет Мэрайя Кэри) поет эту песню на своём первом сольном концерте в Madison Square Garden. Выступление Билли в фильме занимает первую половину песни, дальнейшее развитие клипа показывает историю любви Билли.

## Позиции в чартах
| Страна (2001) Название чарта                 | Высшее место |
| -------------------------------------------- | ------------ |
| США Billboard Bubbling Under Hot 100 Singles | 5            |
| США Billboard Adult Contemporary             | 17           |
| Италия Top 50 Singles                        | 22           |
| Испания Cadena 100 Singles                   | 22           |
| Великобритания Top 75 Singles 1              | 32           |
| Австралия Top 100 Singles 1                  | 36           |
| Швеция Top 60 Singles                        | 56           |
| Швейцария Top 100 Singles                    | 65           |
| Нидерланды Netherlands Mega Top 100          | 67           |
| Германия Top 100 Singles                     | 97           |

1 «Never Too Far»/«Don’t Stop (Funkin' 4 Jamaica)».